# 议会 (喀麦隆)
议会（法語：Parlement）是喀麦隆的国家立法机关。议会实行两院制，由参议院和国民议会组成。
1996年1月18日，喀麦隆修改宪法，对议会作出了重大的修改，议会由一院制变为两院制。